# Rio Verde Esporte Clube
Le Rio Verde Esporte Clube est un club brésilien de football basé à Rio Verde de Mato Grosso dans l'État du Mato Grosso do Sul.

## Palmarès
- Championnat du Mato Grosso do Sul de deuxième division :
  - Champion : 2004